# Романовський район (Алтайський край)
Рома́новський район (рос. Романовский район) — район у складі Алтайського краю Російської Федерації.
Адміністративний центр — село Романово.

## Історія
Район утворений 1944 року із 6 сільрад Зав'яловського району та 4 сільрад Мамонтовського району.

## Населення
Населення — 11588 осіб (2019; 13179 в 2010, 15412 у 2002).

## Адміністративний поділ
Район адміністративно поділяється на 12 сільських поселень (сільрад):
| Поселення                      | Площа, км² | Населення, осіб (2002) | Населення, осіб (2010) | Населення, осіб (2019) | Центр       | Населені пункти |
| ------------------------------ | ---------- | ---------------------- | ---------------------- | ---------------------- | ----------- | --------------- |
| Гільов-Логівська сільська рада | 215,97     | 1223                   | 963                    | 817                    | Гільов-Лог  | 2               |
| Грано-Маяківська сільська рада | 112,12     | 563                    | 457                    | 356                    | Грановка    | 1               |
| Гуселітовська сільська рада    | 285,72     | 1111                   | 955                    | 803                    | Гуселітово  | 1               |
| Дубровинська сільська рада     | 126,74     | 720                    | 537                    | 401                    | Дубровино   | 1               |
| Закладинська сільська рада     | 174,67     | 1077                   | 847                    | 716                    | Закладне    | 1               |
| Казанцевська сільська рада     | 105,94     | 449                    | 336                    | 276                    | Казанцево   | 1               |
| Майська сільська рада          | 88,47      | 580                    | 507                    | 446                    | Майський    | 2               |
| Мормишанська сільська рада     | 236,31     | 598                    | 426                    | 333                    | Мормиші     | 2               |
| Розсвітівська сільська рада    | 97,04      | 455                    | 342                    | 267                    | Розсвіт     | 1               |
| Романовська сільська рада      | 214,88     | 6104                   | 5624                   | 5225                   | Романово    | 1               |
| Сидоровська сільська рада      | 247,35     | 1545                   | 1331                   | 1205                   | Сидоровка   | 1               |
| Тамбовська сільська рада       | 177,14     | 987                    | 854                    | 743                    | Тамбовський | 2               |

## Найбільші населені пункти
Нижче подано список населених пунктів з чисельністю населенням понад 1000 осіб:
| № | Населений пункт | Населення, осіб (2002) | Населення, осіб (2010) |
| - | --------------- | ---------------------- | ---------------------- |
| 1 | Романово        | 6104                   | 5624                   |
| 2 | Сидоровка       | 1545                   | 1331                   |